# Моника Панайотова
Моника Ханс Панайотова е доктор по политология, професионално направление „политически науки“, защитил дисертационен труд през 2016 г. на тема:„Сигурността и отбраната на ЕС след Лисабонския договор и Новата концепция на НАТО“.
Български политик – в периода 2009-2012 г. е народен представител в XLI народно събрание, председател на Комисията по европейски въпроси и контрол на европейските фондове, член на Комисията по външна политика и отбрана. През 2012-2014 г. е член на Европейския парламент и участва в комисиите по образование и бюджетен контрол и в подкомисията по отбрана.
От август 2014 г. е управител на компания „Инно Адвайзърс“, която подготвя и реализира проектни концепции и стратегии за иновации в образованието, науката и здравеопазването. Член е на Консултативния съвет на Фондация Българска Памет и на борда на Софийски форум за сигурност. Има публикации по въпросите на сигурността и отбраната, НАТО, европейските политики и Общата политика за сигурност и отбрана на ЕС.
В периода 2006-2008 г. е директор „Проекти и връзки с обществеността“ и научен сътрудник в Института за икономическа политика.

## Образование
Моника Панайотова е доктор по политология, магистър по Международни икономически отношения със специализация „Управление на международни проекти“ и бакалавър по Международни отношения от Университета за национално и световно стопанство. Притежава редица специализации и обучения в областта на международните отношения: „Обществени лидери“ в рамките на програмата за Югоизточна Европа, Институт за държавна администрация „Джон Кенеди“, Харвардски университет; семинар за политиката в областта на националната сигурност за представители от Република България, Европейски център за изследване на сигурността „Джордж Маршал“; програми за лидерство в САЩ, Франция и щабквартирата на НАТО в Брюксел; Българско училище за политика „Димитър Паница“.

## Политическа кариера
Моника Панайотова е била член на сдружение Граждани за европейско развитие на България, прераснало в политическа партия ГЕРБ през 2006 г. През 2008 г. е избрана два поредни мандата за председател на Младежката организация на ГЕРБ до напускането ѝ през 2014 г.
В парламентарните избори, проведени през 2009 г., е избрана за народен представител като мажоритарен кандидат на ГЕРБ от 24 МИР – София. Преди това е кандидат-депутат от ГЕРБ в изборите за Европейски парламент. В Българския парламент г-жа Панайотова е председател на Комисията по европейските въпроси и контрол на европейските фондове (КЕВКЕФ), член на Комисията по външна политика и отбрана и заместник-ръководител на Постоянната делегация на Народното събрание в Интерпарламентарния съюз. Председател е на групата за приятелство България – Белгия и член на групите за приятелство със САЩ, Франция, Канада, Австрия и Косово в XLI народно събрание.
През 2012-2014 г. е член на Европейския парламент и участва в комисиите по образование и бюджетен контрол и в подкомисията по отбрана.
Работи активно в полза на младите хора и възможностите им за развитие и реализация, по присъединяването на България към Шенгенското пространство, засилване сътрудничество с държавите от Западните Балкани и провеждането на дискусии в България по важни теми от европейския дневен ред, както и по повишаване информираността относно Лисабонския договор, Договора за стабилност, координация и управление в икономическия и паричен съюз (Фискалния пакт) и европейския Единен пазар.

## Инициативи
В качеството си на председател на КЕВКЕФ, г-жа Моника Панайотова предприема редица инициативи, свързани с:
- подобряване на диалога и комуникацията с европейските институции – чрез провеждане на активна международна дейност, вкл. редовни участия в Конференцията на комисиите по европейските въпроси към парламентите на държавите членки на ЕС и организирането на редовни визити в България на еврокомисари от различни ресори,[13] които да информират НС за приоритетите на европейските председателства.
- засилването на интереса и провокиране на дебат по теми от европейския дневен ред в българското общество – в т.ч., създаване на Европейски кът в Парламента,[14] посветен на работата на Европейския съюз, активизиране ролята на Съвета за обществени консултации към КЕВКЕФ, организиране на форум за дискусии „Европейски разговори в парламента“.[15]
- провеждане на различни мероприятия, насочени към младите хора – от встъпването си в длъжност като народен представител през 2009 г., г-жа Панайотова организира и взема участие в множество студентски конференции, лекции и симулации на заседания на Европейските институции, целящи да информират и провокират дискусия между студентите по теми,[16] свързани с Европейския съюз и европейския дневен ред /вариант:бъдещето на Европа?/.
- Участие в приемането на „Закон за младежта“, стартиране на бизнес с едно евро, активно участие на XLI народно събрание в изготвянето и отстояването на националната позиция по теми от европейския дневен ред, защита интересите на българските работници, студенти и учени в Европа, популяризиране на доброволчеството сред младите, мерки за заетост и иницииране предложение на Европейския парламент към Европейската комисия 2017-а да бъде европейска година на предприемачеството.